# Chavagne
Chavagne é uma comuna francesa na região administrativa da Bretanha, no departamento Ille-et-Vilaine. Estende-se por uma área de 12,42 km². Em 2010 a comuna tinha 4 267 habitantes (densidade: 343,6 hab./km²).